# Blasphemous Rumours / Somebody
«Blasphemous Rumours» / «Somebody» (в переводе с англ. — «Богохульные слухи» / «Кто-нибудь») — третий и последний сингл британской группы Depeche Mode из их четвёртого студийного альбома Some Great Reward и двенадцатый в дискографии группы. Первый двойной сингл группы. Первый релиз группы, одним из вариантов издания которого стал формат мини-альбома (EP). Записан на студиях Music Works (Хайбери) и Hansa Mischraum (Берлин), вышел 29 октября 1984 года. В США оригинального коммерческого релиза не было.

## О сингле
«Somebody» — первый сингл группы с основным вокалом Мартина Гора. Во время записи этой песни на студии Гор находился в обнажённом виде.
Видеоклипы на обе песни снял режиссёр Клайв Ричардсон.
Все «живые» треки, представленные на разных версиях сингла, были записаны 29 сентября 1984 года в Empire Theatre в Ливерпуле, Англия.

## Списки композиций
Слова и музыка всех песен — написаны Мартином Гором за исключением «Ice Machine» (Кларк) и «Two Minute Warning» (Уайлдер).
| №  | Название              | Длительность |
| -- | --------------------- | ------------ |
| 1. | «Blasphemous Rumours» | 5:06         |

| №  | Название           | Длительность |
| -- | ------------------ | ------------ |
| 1. | «Somebody» (Remix) | 4:19         |

| №  | Название                   | Длительность |
| -- | -------------------------- | ------------ |
| 1. | «Somebody» (Remix)         | 4:19         |
| 2. | «Everything Counts» (Live) | 5:52         |
| 3. | «Blasphemous Rumours»      | 5:06         |
| 4. | «Told You So» (Live)       | 4:54         |

| №  | Название                    | Длительность |
| -- | --------------------------- | ------------ |
| 1. | «Blasphemous Rumours»       | 6:21         |
| 2. | «Somebody» (Live)           | 4:23         |
| 3. | «Two Minute Warning» (Live) | 4:33         |
| 4. | «Ice Machine» (Live)        | 3:48         |
| 5. | «Everything Counts» (Live)  | 5:44         |

| №  | Название                   | Длительность |
| -- | -------------------------- | ------------ |
| 1. | «Blasphemous Rumours»      | 6:22         |
| 2. | «Told You So» (Live)       | 4:56         |
| 3. | «Somebody» (Remix)         | 4:21         |
| 4. | «Everything Counts» (Live) | 5:53         |

## Позиции в хит-парадах
| Чарт (1984)                     | Позиция |
| ------------------------------- | ------- |
| Бельгия/Фландрия (Ultratop 50)  | 24      |
| Великобритания (OCC UK Singles) | 16      |
| Нидерланды (Single Top 100)     | 34      |
| ФРГ (Media Control AG)          | 22      |
| Швейцария (Schweizer Hitparade) | 19      |